# Waitsfield (Vermont, statisztikai település)
Waitsfield statisztikai település az Amerikai Egyesült Államok Vermont államában, Washington megyében. Lakosainak száma 330 fő (2020. április 1.).

## Népesség
A település népességének változása:

| 2010 | 164 |
| 2020 | 330 |